# Galium
Galium es un género de plantas herbáceas anuales y perennes de la familia Rubiaceae con cerca de 400 especies, naturales de las zonas templadas del globo.

## Descripción
Son hierbas perennes o rara vez anuales, terrestres, inermes, tallos cuadrangulares, las flores bisexuales y/o unisexuales, polígamas o dioicas. Hojas en verticilos de (3)4-8(-10), sésiles a subsésiles, isofilas, enteras o rara vez ásperas hasta denticuladas en los márgenes, sin domacios, 1-3-nervias, frecuentemente con grupos de células glandulares sobre todo hacia el ápice en el envés; estípulas aparentemente ausentes (frecuentemente consideradas alargadas, foliáceas y verticiladas con las hojas). Inflorescencias terminales o axilares, paniculadas a cimosas y bracteadas o las flores solitarias. Flores pediceladas o sésiles e involucradas, homostilas; limbo calicino diminuto o ausente, sin calicofilos; corola rotácea a campanulada o urceolada, blanca, amarillenta, verdosa, rosada a roja, glabra en el interior, glabra a puberulenta en el exterior, a veces con grupos de células glandulares hacia el ápice, los lobos (3)4(5), valvares, sin apéndices; estambres (3)4(5), exertos, las anteras dorsifijas; estigmas 2 en los extremos de 2 ramitas del estilo, capitados, cortamente exertos; ovario 2-locular, los óvulos 1 por lóculo, basales. Frutos en esquizocarpos, dídimos o subglobosos, secos o carnosos, los mericarpos 2 o frecuentemente con 1 de estos abortivo, suborbiculares, lisos y glabros, tuberculados o densamente pelosos con tricomas rectos o uncinados; semillas elipsoidales, pegadas a la pared del fruto.

## Distribución y hábitat
Género cosmopolita, bien representado en las zonas templadas de Eurasia, Norteamérica y México, también en zonas templadas y frías de elevaciones altas en regiones tropicales.

## Taxonomía
El género fue descrito por Carlos Linneo y publicado en Species Plantarum 1: 105. 1753. La especie tipo es: Galium verum L.
Etimología
Galium: nombre genérico que deriva de la palabra griega gala que significa  "leche",  en alusión al hecho de que algunas especies fueron utilizados para cuajar la leche.

## Especies seleccionadas
| - Galium aetnicum - Galium album - Galium aparine - Galium arenarium - Galium aristatum - Galium baldense - Galium boreale - Galium corrudaefolium - Galium debile - Galium divaricatum - Galium elongatum - Galium firmum - Galium fleurotii - Galium glaucum - Galium humifusum - Galium hypocarpium (L.) Endl. ex Griseb. - belbum de Chile, relbú de Chile. - Galium longifolium - Galium lucidum - Galium mollugo - Galium nigroramosum - Galium normanii | - Galium obliquum - Galium odoratum - Galium oelandicum - Galium olympicum - Galium palustre - Galium parisiense - Galium pumilum - Galium rotundifolium - Galium rubrum - Galium saxatile - Galium schultesii - Galium spurium - Galium sterneri - Galium suecicum - Galium sylvaticum - Galium tricornutum - Galium trifidum - Galium triflorum - Galium uliginosum - Galium valdepilosum - Galium verum |